# Metropoolregio Moskou
De Metropoolregio Moskou  (Russisch: Московская агломерация; Engels: Moscow Capital Region) is het grootstedelijk gebied met en rondom de Russische hoofdstad Moskou in Rusland. Het is met 18,8 miljoen inwoners de grootste agglomeratie van Europa.
De agglomeratie van Moskou omvat de stad Moskou met 13 miljoen inwoners, een ring van steden die eraan zijn vastgegroeid  (o.a. Balasjicha, Korolyov, Krasnogorsk, Chimki, Mytisjtsji en Zelenograd), evenals grote nabijgelegen steden als Reoetov, Zjeleznodorozjny, Podolsk en Ljoebertsy. Administratief gezien maken al deze steden deel uit van de oblast Moskou, het federale district rondom de stad Moskou.